# Corail de feu ramifié
Millepora dichotoma
Espèce
Statut de conservation UICN

 LC  : Préoccupation mineure
Statut CITES
Le corail de feu ramifié (Millepora dichotoma) est une espèce de corail hydrozoaire.